# Пилденійді
Зака́зник Пи́лденійді (ест. Põldeniidi hoiuala) — природоохоронна територія в Естонії, у волості Ляене-Сааре повіту Сааремаа.
Загальна площа — 8,8 га.
Заказник утворений 18 травня 2007 року.

## Розташування
Поблизу заказника розташовується село Куке.

## Опис
Метою створення заказника є збереження оселищ різних видів фауни та флори (Директива 92/43/ЄЕС, Додаток I):
- (6270*[3]) Феноскандійські низинні сухі до мезофітних багатовидові луки.
- (6530*) Феноскандійські лісові луки.
- (7230) Лужні низинні болота.